# Periodic safety update report
Un rapport périodique actualisé relatif à la sécurité, en anglais periodic safety update report (PSUR), est un document qui rassemble et analyse les effets indésirables provoqués par un médicament et les événements graves des dispositifs médicaux et des dispositifs de diagnostic in vitro. 
Les données de pharmacovigilance pour un médicament, c'est-à-dire l'ensemble des effets indésirables rapportés par les professionnels de santé à partir la commercialisation de ce médicament, sont rassemblées et analysées par le laboratoire pharmaceutique titulaire ou exploitant du produit dans un PSUR. Ce document est fourni régulièrement aux autorités de santé (l'Agence nationale de sécurité du médicament et des produits de santé (ANSM) pour la France)  : tous les six mois pour un médicament nouveau les deux premières années, puis annuelle pour les deux années suivantes et à terme tous les trois ans (la sécurité d'utilisation du produit étant vérifiée sur de larges populations).
Un PSUR est notamment requis pour le renouvellement unique de l'autorisation de mise sur le marché (AMM) d'un médicament.
Pour les dispositifs médicaux, le PSUR doit être transmis annuellement à l'organisme notifié pour être ensuite enregistré dans la base EUDAMED

## Note
« PSUR » est un terme de langue anglaise, mais il n'existe aucune traduction usitée en français.
On peut cependant l'assimiler au rapport périodique de pharmacovigilance.